# Krzysztof Wilmanski

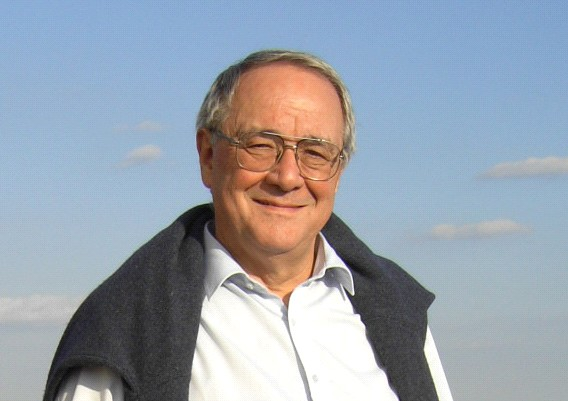
Krzysztof Wilmanski

Krzysztof Wilmanski (* 1. März 1940 in Łódź, Polen; † 26. August 2012 in Berlin) war ein polnisch-deutscher Physiker, der auf den Gebieten Kontinuumsmechanik und Thermodynamik forschte.

## Wissenschaftliche Karriere
Krzysztof Wilmanski machte 1957 am T. Kosciuszko Gymnasium in Łódź sein Abitur und studierte bis 1962 Bauingenieurwesen an der Technischen Universität Łódź. 1965 wurde er dort auf dem Gebiet der kontinuierlichen Modellbildung für diskrete Systeme promoviert. 1970 habilitierte er an der Polnischen Akademie der Wissenschaften in Warschau (Gebiet: Nichtlokale Kontinuumsmechanik). Für diese Arbeit wurde er mit dem M. T. Huber Preis ausgezeichnet. 1979 wurde er durch den Polnischen Staatsrat zum Professor ernannt. In diesem Jahr war er auch als Humboldt-Stipendiat in Deutschland. 1984/85 war er Fellow am Wissenschaftskolleg zu Berlin. Von 1996 bis 2005 leitete er die Forschungsgruppe Kontinuumsmechanik am Weierstraß-Institut für Angewandte Analysis und Stochastik in Berlin. Von 2005 bis 2010 war er Professor für Mechanik an der Universität Zielona Góra. 2006 erhielt er den Lady Davis Preis am Technion in Israel. Außerdem war er Fakultätsmitglied der ROSE School, Centre for Post-Graduate Training and Research in Pavia.

## Forschungsschwerpunkte
- axiomatische und kinetische Grundlagen der Kontinuumsthermodynamik,[6]
- Mischungstheorie,
- Phasenübergänge in Feststoffen,
- Nicht-Newtonsche Fluide, zum Beispiel Thermodynamik Maxwellscher wärmeleitender Fluide
- akustische Wellen in Kontinuen,
- Kristallplastizität und Texturentwicklung,
- Thermodynamik poröser Materialien und insbesondere poroelastischer Materialien bei großer Verzerrung und Modellbildung poröser Materialien mit einer Bilanzgleichung für die Porosität.

## Wirkungsstätten
- Postdoktorand an der Johns Hopkins University in Baltimore (USA, 1969–70)
- Gastprofessor an der Universität Bagdad (Irak, 1972–74)
- Humboldtstipendium (Universität Paderborn und Technische Universität Berlin, 1979–80)
- Fellow am Wissenschaftskolleg zu Berlin (1984–1985)
- Gastprofessor an der Universität Paderborn (1986–87)
- Forscher an der Technischen Universität Hamburg-Harburg (1987–90)
- der Technischen Universität Berlin (1991–92)
- der Universität-Gesamthochschule Essen (1992–1996)
- Leiter der Forschungsgruppe Kontinuumsmechanik am Weierstraß-Institut für Angewandte Analysis und Stochastik in Berlin (1996–2005)
- Professor für Mechanik an der Universität Zielona Góra (Polen, 2005–2010)
- Fakultätsmitglied der ROSE School, Centre for Post-Graduate Training and Research in Pavia, Italien.

## Ausgewählte Bücher
- K Wilmanski: Thermomechanics of Continua. Springer, Berlin / New York 1998, ISBN 3-540-64141-6.
- K Wilmanski: Continuum Thermodynamics. Part I: Foundations. Wold Scientific, Singapore 2008, ISBN 978-981-283-556-7.
- B. Albers (Hrsg.): Continuous Media with Microstructure. Collection in Honor of Krzysztof Wilmanski. Springer, Berlin / Heidelberg 2010, ISBN 978-3-642-11444-1.